# Municipio de Xicoténcatl
El municipio de Xicoténcatl es uno de los 43 municipios del estado de Tamaulipas, México. Su cabecera es la localidad de Xicoténcatl.